# Hierochloe khasiana
Hierochloe khasiana là một loài thực vật có hoa trong họ Hòa thảo. Loài này được C.B.Clarke ex Hook.f. mô tả khoa học đầu tiên năm 1896.